# Лаеваська сільська рада
Ла́еваська сільська рада (ест. Laeva külanõukogu, рос. Лаэваский сельский совет) — сільська рада в Естонській РСР та Естонській Республіці, адміністративно-територіальна одиниця в складі повіту Тартумаа (1945—1950, 1990—1991) та Тартуського району (1950—1976, 1987—1990). Утворена 1945 року як Кя́ревереська сільська рада (ест. Kärevere  külanõukogu, рос. Кяревереский сельский совет), перейменована 1968 року в Лаеваську сільську раду. 1976 року ліквідована, 1987 року відновлена. 1991 року перетворена у волость Лаева.

## Географічні дані
Сільська рада розташовувалася в північно-західній частині Тартуського району.
У 1970 році площа сільради складала 207 км2, 1987 року — 253 км2 (25 329 га).
Населення за роками

## Населені пункти
З 1945 року адміністративним центром сільради було село Кяревере, що розташовувалося на відстані 17 км на захід від міста Тарту. 1968 року адміністративний центр перенесений у село Айу, яке під час адміністративної реформи 1975—77 років ліквідовано шляхом приєднання до села Лаева.
Кяревереській сільраді, після приєднання 1954 року території ліквідованої Лаеваської сільської ради, підпорядковувалися населені пункти:
села (küla): Айу (Aiu), Кесккюла (Keskküla), Кооза (Koosa), Кямара (Kämara), Кяревере (Kärevere), Лаева (Laeva), Оякюла (Ojaküla), Пійрі (Piiri), Рая (Raja), Сінікюла (Siniküla), Соо (Soo), Валмаотса (Valmaotsa), Вяеніквере І (Väänikvere I), Вяеніквере II (Väänikvere II);
поселення Лаева (Laeva asundus).
Після відновлення 1987 року Лаеваської сільради до її складу входили 6 сіл: Валмаотса (Valmaotsa), Вяеніквере (Väänikvere), Кямара (Kämara), Кяревере (Kärevere), Лаева (Laeva), Сінікюла (Siniküla).

## Землекористування
1954 року в межах території сільради землями користувалися колгоспи: ім. А. Г. Таммсааре, «Емайие» (Emajõe), «Розвиток» (Areng), а також відділення Тягтвереської дослідної бази Академії наук Естонської РСР.

## Історія

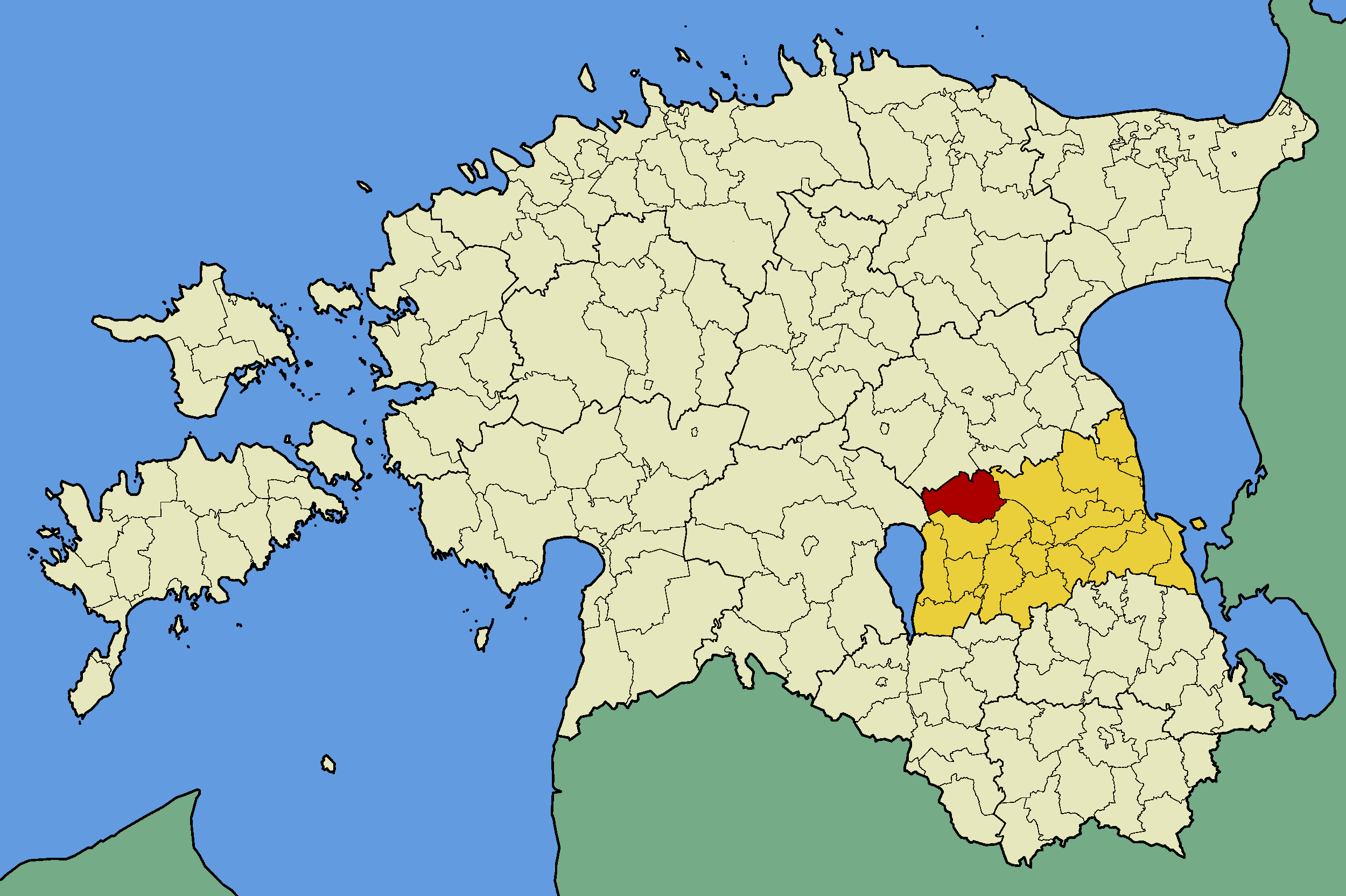
Волость Лаева після 1991 року

13 вересня 1945 року на території волості Лаева в Тартуському повіті утворена Кяревереська сільська рада з центром у поселенні Кяревере. Головою сільської ради обраний Венда Кава (Venda Kava), секретарем — Елла Ексі (Ella Eksi).
26 вересня 1950 року, після скасування в Естонській РСР повітового та волосного поділу, сільська рада ввійшла до складу новоутвореного Тартуського сільського району.
17 червня 1954 року в процесі укрупнення сільських рад Естонської РСР територія сільради на півдні збільшилася внаслідок приєднання земель ліквідованої Лаеваської сільської ради.
27 грудня 1968 року Кяревереська сільська рада перейменована у Лаеваську з адміністративним центром у селі Айу.
27 грудня 1976 року Лаеваська сільська рада ліквідована, а її територія склала західну частину Тягтвереської сільської ради.
26 березня 1987 року на території площею 25 329 га, відокремленій від Тягтвереської сільради, відновлена Лаеваська сільська рада.
11 липня 1991 року Лаеваська сільрада Тартуського повіту перетворена у волость Лаева з отриманням статусу самоврядування.